# Det Jyske Musikkonservatorium
Det Jyske Musikkonservatorium (Jyllands musikkonservatorium) är en högskola under Kulturministeriet, som utbildar musiker och musikpedagoger. Institutionen har också till uppgift att bidra till främjandet av musikkulturen i Danmark, vilket bland annat sker i form av konstnärligt och pedagogiskt utvecklingsarbete och forskning inom musikområdet.
Konservatoriet, som ligger i Århus, grundades 1927 och omfattar utbildningar inom bland annat jazz och afroamerikansk musiktradition och klassisk musik samt elektronisk musik. Med över 350 studerande är det Danmarks näst största konservatorium och det genremässigt mest allsidiga.
Sommaren 2007 samlades konservatoriets aktiviteter under ett tak i Musikhuset Aarhus, där utöver undervisningsfaciliteterna också byggdes en konsertsal för symfonisk musik, en sal för rockmusik och en kammarmusiksal. 